# 앵커맨 (영화)
《앵커맨》(영어: Anchorman: The Legend of Ron Burgundy)은 2004년 개봉한 미국의 코미디 영화이다. 애덤 매케이와 윌 페럴이 각본을 쓰고 매케이가 연출했으며, 저드 애퍼타우가 제작에 참여했다. 윌 페럴, 크리스티나 애플게이트, 폴 러드, 스티브 커렐 등이 출연하였다. 원제에는 '론 버건디의 전설'이라는 부제가 있다.
2013년 속편 《앵커맨 2: 전설은 계속된다》가 개봉하였다.

## 줄거리
1977년, 가상의 샌디에이고 지역 방송국 KVWN 채널 4. 론 버건디가 진행하는 뉴스 방송은 샌디에이고 전체 뉴스 방송 중 가장 높은 시청률을 자랑한다.
어느 날 남성들로만 이뤄진 뉴스 팀에 여성인 버로니카 코닝스톤이 고용된다. 버건디는 구애를 계속한 끝에 코닝스톤과 잠자리를 갖는다. 코닝스톤은 둘의 관계를 비밀로 하길 원하지만 버건디는 이를 아예 방송에 대고 대대적으로 알려 버린다.
얼마 후 버건디는 한 모터사이클 운전자와 시비가 붙고, 운전자는 버건디가 아끼는 개 백스터를 발로 차서 코러나도 다리 밑으로 떨어뜨린다. 이 소동으로 버건디가 지각하면서 코닝스톤이 대신 뉴스를 진행하고, 이전보다 높은 시청률을 기록한다. 코닝스톤은 자신의 성취를 버건디가 함께 기뻐해 주길 원하지만 버건디가 모멸적인 언사로 그저 한탄만 하자 상처를 받고 버건디와 결별한다. 곧 코닝스톤은 공동 뉴스 진행자로 승진하고, 두 사람의 갈등은 몸싸움으로까지 격화된다.
버건디가 텔레프롬프터에 나오는 문구를 무조건 그대로 읽는 버릇이 있다는 걸 알게 된 코닝스톤은 몰래 텔레프롬프터 본문을 수정한다. 버건디는 다음 날 뉴스 방송을 “뒈져 버려, 샌디에이고!”로 끝맺어 버린다. 대중에게 반감을 사 해고된 버건디는 친구들도 잃고 우울증에 빠진다.
단독 진행을 하며 인기를 누리던 코닝스톤은 출산을 앞둔 판다를 취재하러 동물원에 간다. 그러나 경쟁 상대인 타 채널 뉴스 진행자가 훼방을 놓으려고 몸을 떠밀면서 코닝스톤은 코디액곰 우리로 떨어진다. 코닝스톤이 사라지자 방숭국장 하컨은 버건디를 급히 재고용한다. 사기를 되찾은 버건디는 코닝스톤을 발견하자마자 우리 안으로 들어간다. 둘을 구하기 위해 뉴스팀 전체가 뛰어들지만 완패한다. 그러나 기적적으로 살아있던 백스터가 나타나 곰들을 진정시킨다.
화해한 버건디와 코닝스톤은 몇 년 뒤 전국구 방송사로 진출하여 CNN과 유사한 뉴스 방송을 공동 진행한다.

## 출연진
- 윌 페럴 - 론 버건디 역
- 크리스티나 애플게이트 - 버로니카 코닝스톤 역
- 폴 러드 - 브라이언 팬태나 역: 특파원.
- 스티브 커렐 - 브릭 탬런드 역: 기상 캐스터 역.
- 데이비드 케크너 - 챔피언 “챔프” 카인드 역: 스포츠 방송 진행자.
- 크리스 파넬 - 가스 홀리데이 역
- 캐스린 한 - 헬렌 역
- 프레드 아미슨 - 티노 역
- 프레드 윌러드 - 에드워드 "에드" 하컨 역: 방송국장.
- 빈스 본 - 웨스 맨투스 역
- 제리 마이너 - 티노가 데리고 있는 베이스 기타 연주자 역
- 대니 트레이호 - 바텐더 역
- 잭 블랙 - 모터사이클 운전자 역
- 저드 애퍼타우 - 뉴스 방송국 직원 역
- 폴 F. 톰프킨스 - 고양이 패션쇼 사회자 역
- 제이 존스턴 - 아이위트니스 뉴스 팀 역
- 애덤 매케이 - 청소부 역
- 팀 로빈스 - 퍼블릭 뉴스 진행자 역
- 루크 윌슨 - 프랭크 비처드 역
- 벤 스틸러 - 아투로 멘데즈 역
- 미시 파일 - 동물원 사육사 역
- 세스 로건 - 스코티 역

## 기타 제작진
- 공동 제작: 데이비드 B. 하우스홀터
- 배역: 주얼 베스트럽, 진 매카시
- 미술: 클레이턴 하틀리
- 의상: 데브라 맥과이어

## 같이 보기
- 프랫 팩